# Майкан (село)
Майкан (каз. Майқан) — село в Алакольском районе Жетысуской области Казахстана. Входит в состав Жыландинского сельского округа. Код КАТО — 193455400.

## Население
В 1999 году население села составляло 351 человек (178 мужчин и 173 женщины). По данным переписи 2009 года, в селе проживали 102 человека (54 мужчины и 48 женщин).